# فرودگاه پوکچانگ
 فرودگاه پوکچانگ (به انگلیسی: Pukchang Airport) یک فرودگاه نظامی است . این فرودگاه در کشور کره شمالی قرار دارد و در ارتفاع ۶۶ متری از سطح دریا واقع شده است.